# لو ليتل
لو ليتل (بالإنجليزية: Lou Little)‏ هو لاعب كرة قدم أمريكية أمريكي، ولد في 6 ديسمبر 1893 في ليومنستر في الولايات المتحدة، وتوفي في 28 مايو 1979 في دلراي بيتش في الولايات المتحدة.